# Necrophagia
I Necrophagia sono stati una band death metal statunitense, fondata nel 1983 e scioltasi nel 2018.

## Storia

### Esordi
I Necrophagia erano un famoso gruppo underground nei primi anni '80. Attraverso il loro suono duro e potente questa band viene considerata, assieme ai Possessed e ai Death, uno dei gruppi fondatori di un nuovo genere musicale, il death metal. Nel 1987 fu pubblicato il primo album del gruppo, Season of the Dead.

### Con Phil Anselmo
Nel 1997 la band cambiò formazione, mantenendo solo il cantante, Fred Pucci (aka Killjoy) e assumendo l'ormai ex-Pantera Phil Anselmo alla chitarra, Wayne Fabra alla batteria e Jared Faulk al basso (poi sostituito da Dustin Havnen). Questa formazione pubblicò l'album Holocausto de la Morte e l'EP Black Blood Vomitorium.
Successivamente si aggiunsero alla band Frediablo (vero nome Fred Prytz) come secondo chitarrista e Opal Enthroned (vero nome Stephanie Windstein) come tastierista. Questa formazione pubblicò l'EP Cannibal Holocaust prima di sciogliersi.

### Anni recenti
Nel 2002 Killjoy annunciò la nuova formazione dei Necrophagia. Lui e Frediablo furono riconfermati mentre alla chitarra andò Fug, Iscariah andò al basso, Titta Tani alla batteria e Mirai Kawashima alle tastiere. Furono pubblicati gli album The Divine Art of Torture e Harvest Ritual Vol. 1, oltre a Goblins Be Thine EP.
Il 6 giugno 2006 i Necrophagia hanno pubblicato Slit Wrists And Casket Rot, un album live del loro tour Harvesting the Dead, contenente un sottoalbum chiamato Halloween e un EP, Satan's Skin.
Frediablo ha lasciato la band nel 2006 per concentrarsi sul suo progetto con i Grimfist ed è stato sostituito da Undead Torment.
Il 18 marzo 2018 il frontman Killjoy è deceduto nel sonno all'età di 52 anni.

## Formazione

### Ultima formazione
- Frank Pucci (Killjoy) - voce (1983-1987, 1998-2018)
- Shawn Slusarek - batteria (2010-2018)
- Jake Arnette - basso (2016-2018)
- Serge Streltsov - chitarra (2016-2018)

### Ex componenti
- Bill James - basso (1984-1987)
- Damien Matthews - basso (2010-2016)
- Dustin Havnen - basso (1997-2001)
- Jared Faulk - basso (2001)
- Stian Smørholm (Iscariah) - basso (2002-2010)
- Voyeur - batteria (1983-1984)
- Joe Blazer - batteria (1984-1987)
- Wayne "Doobie" Fabra - batteria (1997-2001)
- Titta Tani - batteria (2002-2010)
- Larry "Madthrash" Madison - chitarra (1984-1987)
- Phil Anselmo (con il nome Anton Crowley) - chitarra (1997-2001)
- Knut Vegar Prytz (Fug) - chitarra (2002-2010)
- Fred Prytz (Frediablo) - chitarra (2002-2010)
- Andrew (Undead Torment) - chitarra (2006-2011)
- Boris Randall - chitarra (2010-2011)
- Abigail Lee Nero - chitarra (2011-2014)
- Scrimm - chitarra (2012-2016)
- Steve Lehocky - chitarra solista (2015-2016)
- Mirai Kawashima - tastiere (2002-2008, 2014-2015)
- Stephanie Opal Weinstein (con il nome Opal Enthroned) - tastiere (2001, 2008-2011)

## Discografia

### Album in studio
- 1987 - Season of the Dead
- 1990 - Ready for Death
- 1998 - Holocausto de la Morte
- 2003 - The Divine Art of Torture
- 2005 - Harvest Ritual Vol. 1
- 2011 - Deathtrip 69
- 2014 - WhiteWorm Cathedral

### Demo
- 1984 - Death is Fun
- 1984 - Rise from the Crypt
- 1985 - Autopsy on the Living Dead
- 1985 - The Hallow's Evil (rehearsal)
- 1986 - Power Through Darkness
- 1986 - Nightmare Continues

### EP, split e singoli
- 2000 - Black Blood Vomitorium (EP)
- 2001 - Reverse Voices of the Dead/Devil Eyes (split con i Antaeus)
- 2001 - Cannibal Holocaust (EP)
- 2003 - Kindred of the Dying Kind/Young Burial (split con i Sigh)
- 2004 - Goblins Be Thine (EP)
- 2005 - Draped in Treachery (split con i Viking Crown)
- 2013 - The Wicked (singolo)

### Compilation, box-set e album dal vivo
- 1994 - Death is Fun (compilation)
- 2000 - A Legacy of Horror, Gore and Sickness (compilation)
- 2006 - Slit Wrists and Casket Rot (dal vivo)
- 2007 - 1983-1987/1994-1998 (box-set)
- 2019 - Here Lies Necrophagia: 35 Years of Death Metal (compilation)

### Video
- 1999 - Through Eyes of the Dead
- 2004 - Nightmare Scenario
- 2005 - Necrotorture/Sickness